# یورده فن فرست
یورده فَن فُرِست (به هلندی: Jorden van Foreest) (زاده ۳۰ آوریل ۱۹۹۹) استاد بزرگ شطرنج از کشور هلند است. او در سال ۲۰۱۶ قهرمان شطرنج هلند شد و در سال ۲۰۲۱ برنده مسابقات مسترز تاتا استیل (Tata Steel Masters) شد. از سپتامبر سال ۲۰۲۳ ون فارست رتبه ۲ شطرنج هلند پس از آنیش‌گیری است.

## زندگی شخصی
فن فرست در ۳۰ آوریل ۱۹۹۹ در اوترخت به دنیا آمد و در خرونینگن بزرگ شد و عضوی از خانواده اشرافی هلندی " ون فارست " با لقب افتخاری یونکیر(jonkheer) است. او نوهٔ آرنولد ون فارست و نبیرهٔ دیرک ون فارست است. هم آرنولد و هم دیرک سه بار قهرمان شطرنج هلند شدند (آرنولد: ۱۸۸۹، ۱۸۹۳، ۱۹۰۲؛ دیرک: ۱۸۸۵، ۱۸۸۶، 1887).